# 고후쿠마치역 (후쿠오카현)
고후쿠마치역(일본어: 呉服町駅)은 일본 후쿠오카현 후쿠오카시 하카타구에 소재하는 후쿠오카 시 교통국 지하철 하코자키 선의 역이다. 역 번호는 H02이다.
역의 심벌 마크는 항구 도시가 직선 모양으로 된 배를 디자인한 것이다.

## 역사
- 1982년 4월 20일: 영업 개시.

## 역 구조
섬식 승강장 1면 2선의 지하역이다. 메이지도리 직하부에 위치한다.

### 승강장
| 1 | ■ 하코자키 선 | 가이즈카 방면 (니시테쓰신구 방면은 가이즈카에서 환승) |
| 2 | ■ 하코자키 선 | 나카스카와바타・덴진・니시진・메이노하마 방면         |

## 이용 상황
2015년도의 1일 평균 승차 인원은 3,358명이다.
최근 1일 평균 승차 인원의 추이는 아래 표와 같다.
| 연도   | 1일 평균 승차 인원 |
| ------ | ------------------ |
| 2001년 | 2,120              |
| 2002년 | 2,020              |
| 2003년 | 2,147              |
| 2004년 | 2,379              |
| 2005년 | 2,358              |
| 2006년 | 2,504              |
| 2007년 | 2,506              |
| 2008년 | 2,498              |
| 2009년 | 2,542              |
| 2010년 | 2,579              |
| 2011년 | 2,644              |
| 2012년 | 2,753              |
| 2013년 | 2,904              |
| 2014년 | 3,147              |
| 2015년 | 3,358              |

## 역 주변
- 메이지도리
- 오하타도리
- 고후쿠마치 비즈니스 센터
- 기타큐슈 은행 후쿠오카 지점
- 후쿠오카 시립 하카타 초등학교
- JR 큐슈 버스 "고후쿠마치" 정류소

## 인접역
| 후쿠오카 시 지하철 ■ 하코자키 선       | 후쿠오카 시 지하철 ■ 하코자키 선 | 후쿠오카 시 지하철 ■ 하코자키 선 |
| -------------------------------------- | -------------------------------- | -------------------------------- |
| H01 나카스카와바타 나카스카와바타 방면 |                                  | 지요켄초구치 H03 가이즈카 방면   |